# Алтурас (Калифорнија)
Алтурас (енгл. Alturas) град је у америчкој савезној држави Калифорнија. По попису становништва из 2010. у њему је живело 2.827 становника.

## Демографија
Према попису становништва из 2010. у граду је живело 2.827 становника, што је 65 (2,2%) становника мање него 2000. године.
| Група             | 2000.         | 2010.         |
| Белци             | 2.319 (80,2%) | 2.286 (80,9%) |
| Афроамериканци    | 9 (0,3%)      | 15 (0,5%)     |
| Азијати           | 21 (0,7%)     | 45 (1,6%)     |
| Хиспаноамериканци | 344 (11,9%)   | 347 (12,3%)   |
| Укупно            | 2.892         | 2.827         |